# Підгородньо-Покровська сільська рада
Підгоро́дньо-Покро́вська сільська рада (рос. Подгородне-Покровский сельский совет) — сільське поселення у складі Оренбурзького району Оренбурзької області Росії.
Адміністративний центр — село Підгородня Покровка.

## Населення
Населення — 9263 особи (2019; 6033 в 2010, 3977 у 2002).

## Склад
До складу сільської ради входять:
| Населений пункт           | Населення, осіб (2002) | Населення, осіб (2010) |
| ------------------------- | ---------------------- | ---------------------- |
| Павловка, село            | 837                    | 1639                   |
| Підгородня Покровка, село | 3140                   | 4394                   |